# Союз либералов и центра
Союз либералов и центра (лит. Liberalų ir centro sąjunga) — литовская политическая партия либеральной ориентации, существовавшая в 2003—2014 годах.
Партия была основана в 2003 году путём слияния Либерального союза, Союза центра и Современного христианско-демократического союза. Первым руководителем партии стал мэр Вильнюса Артурас Зуокас, который ушёл с поста лидера партии вскоре после поражения на выборах в Европарламент 2009 года. 27 июня 2009 года новым руководителем партии был избран вице-мэр Вильнюса Гинтаутас Бабравичюс, хотя некоторые отказались признать его избрание легитимным, обращая внимание на то, что было подано 704 бюллетеня при 686 делегатах.
В 2004 году на первых в истории Литвы выборах в Европарламент Союз получил 135 341 (11,2%) голосов и 2 депутатских мандата из 13 мест, отведённых для Литвы. Евродепутаты от Союза участвовали в парламентской фракции Альянс либералов и демократов за Европу. На выборах в Сейм того же года партия получила 109 872 (9,19%) голосов и 18 депутатских мандатов (7 по итогам пропорционального голосования, 11 — по одномандатным округам). В дальнейшем показатели Союза продолжали снижаться. По итогам парламентских выборов 2008 года партия получила всего 65 869 (5,34%) голосов и 8 мандатов (5 по итогам пропорционального голосования, 3 — по одномандатным округам). На выборах в Европарламент 2009 года Союз получил лишь 19 105 (3,38%) голосов и ни одного места.
Летом 2010 года партию покинули двое видных политиков — Арминас Лидяка и основатель партии Артурас Зуокас.
На муниципальных выборах 2011 года партия получила 126 мандатов (в 2007 году партия выиграла 182 места в муниципальных советах). 22 сентября 2011 года в состав Союза либералов и центра влились остатки некогда популярной Партии национального возрождения. По итогам выборов в Сейм 2012 года Союз получил всего 2,06 % голосов избирателей. В результате партии не удалось получить в Сейм ни одного места ни по итогам пропорционального голосования, ни по одномандатным округам.
2 марта 2013 года новым председателем Союза либералов и центра избран Артурас Мелянас, экономист, в прошлом депутат Вильнюсского городского совета и Сейма Литвы, министр внутренних дел в 2012 году.
В 2014 году Союза либералов и центра объединился с Союзом "TAIP" в Союз свободы Литвы.